# Jamboree del Centenario
El 21.er Jamboree Scout Mundial tuvo lugar del 27 de julio al 8 de agosto de 2007 en Hylands Park, cerca de Chelmsford (Essex, Inglaterra). Fue uno de los eventos para conmemorar la celebración del centenario de la fundación del Escultismo en el campamento de la isla de Brownsea. Fue organizado por la Asociación de Scouts del Reino Unido.

## Participación
Ha contado con la participación de los 158 países del mundo que tienen una organización Scout Nacional, esto es, todos los miembros de la Organización Mundial del Movimiento Scout -[OMMS]-. Así, más de 38.000 chicos y chicas scouts de 14 a 17 años han acampado juntos durante 12 días. Ha sido el más numeroso tras el de 1929 con 50.000 participantes. Más de 8.600 adultos venidos de todo el mundo, miembros del Equipo de Servicio Internacional (IST), han colaborado a la consecución del evento. Además se recibió a más de 42.000 visitantes de un día y personalidades. 

## Delegaciones paticipantes
| Delegación    | Número de participantes |
| ------------- | ----------------------- |
| México        |                         |
| U.K.          |                         |
| Países Bajos  |                         |
| Suiza         |                         |
| Serbia        |                         |
| Liechtenstein |                         |
| Francia       |                         |
| Brasil        |                         |
| Bolivia       |                         |
| Chile         |                         |
| Argentina     |                         |
| Guatemala     |                         |
| Perú          |                         |
| Costa Rica    |                         |
| Colombia      |                         |

## Lema
El lema escogido para este Jamboree fue "Un Mundo, Una Promesa", eslogan también utilizado para todas las demás celebraciones de la OMMS a escala mundial.

## Programa

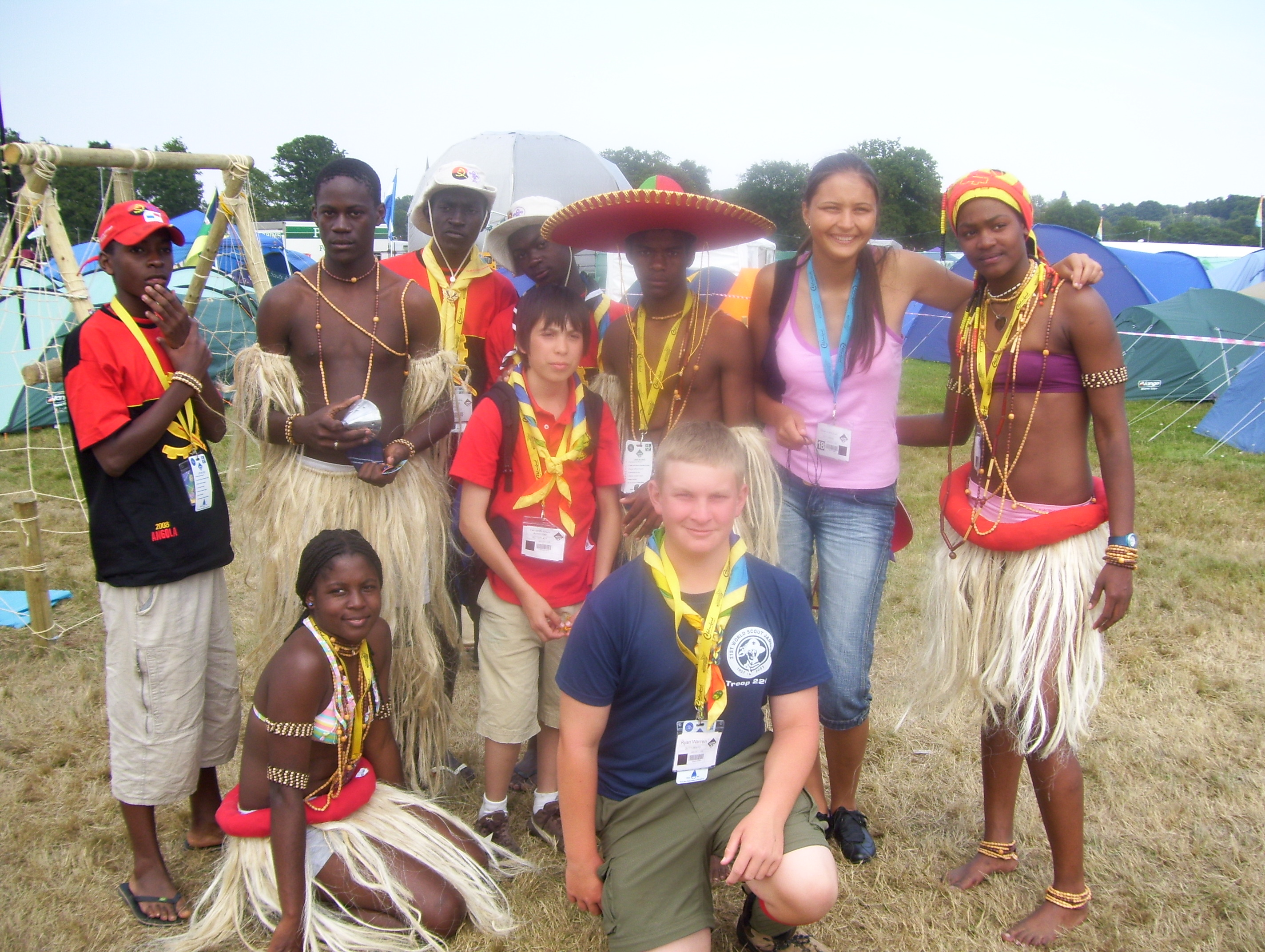
Scouts de alrededor del mundo en el 21°Jamboree Scout Mundial.

Villas del Mundo: seis áreas para descubrir los hábitos, costumbres y tradiciones de cada región del mundo.
Aventura Gilwell: actividades de aventura (pista americana, juegos...), en Gilwell Park, la sede del movimiento Scout británico.
La Aldea Global del Desarrollo: talleres de especialistas de la ONU y ONGs del mundo sobre los retos del mundo actual.
Globuses: seis típicos autobuses londinenses convertidos en área de aprendizaje sobre: esclavitud, derechos de la mujer, derechos de los niños, transporte mundial, sida y el problema del agua.
Acción Comunitaria (proyecto Starbust): realizar ayudas a la comunidad, desde la limpieza de una zona de bosque hasta la decoración de una casa de acogida de niños.
Tiempo libre: Materializar la hermandad Scouts, estando rodeados de seres de casi toda la tierra.
La Insignia de la Amistad o Adult Jamboree Friendship Award fue introducida como actividad de pruebas para los adultos (ISTs, jefes de tropas y miembros de contingentes nacionales).

## Ceremonias
Inauguración

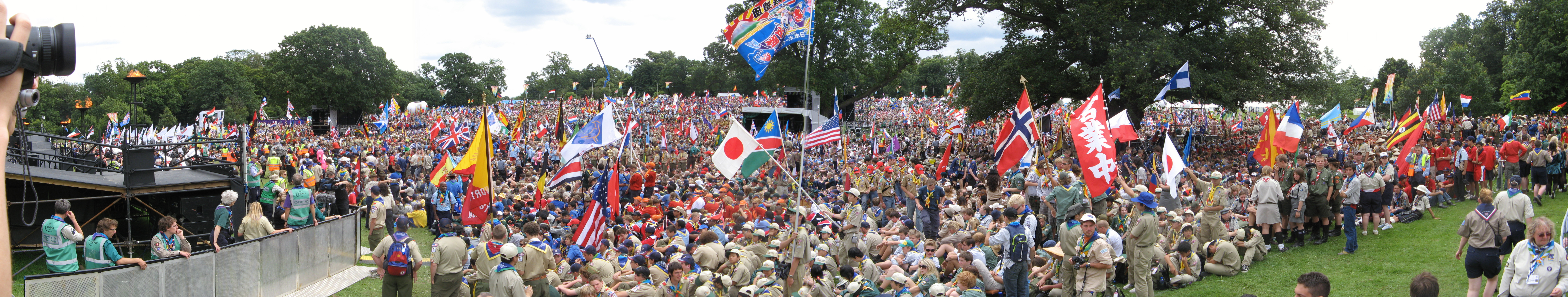

Ceremonia de Inauguración del 21.er Jamboree Mundial del Centenario, al que asistieron el Duque de Kent (presidente de la asociación Scout del Reino Unido) y SAR el Príncipe Guillermo en representación de la Casa Real inglesa. 
Ceremonia del Amanecer Scout
Ceremonia conmemorativa de los 100 años del primer campamento Scout en Brownsea. A las 8 de la mañana, en video-conexión con la isla de Brownsea donde estaban dos representantes de todos los países, se llevó a cabo la renovación de la Promesa Scout, a la que asistió el nieto de Robert Baden-Powell, Lord Michael Baden-Powell. Allí leyó parte del Último Mensaje de BP: 
Creo que Dios nos puso en este mundo maravilloso para que fuéramos felices y disfrutáramos de la vida. La felicidad no procede de ser rico, ni siquiera del éxito en la propia carrera, ni de concederse uno todos los gustos. Un paso hacia la felicidad es hacerse sano y fuerte cuando niño, para poder ser útil y así gozar de la vida cuando se es un hombre.
El estudio de la naturaleza os mostrará cómo Dios ha llenado el mundo de belleza y de cosas maravillosas para que las disfrutéis. Contentaos con lo que os haya tocado y sacad el mejor partido de ello. Mirad el lado alegre de las cosas en vez del lado triste.
Pero el camino verdadero para conseguir la felicidad pasa por hacer felices a los demás. Intentad dejar este mundo un poco mejor de como os lo encontrasteis y, cuando os llegue la hora de morir, podréis morir felices sintiendo que de ningún modo habréis perdido vuestro tiempo sino que habréis hecho todo lo posible. Así, estad "Siempre Listos" para vivir felices y morir felices: aferraos siempre a vuestra promesa Scout, aun cuando hayáis dejado de ser muchachos, y que Dios os ayude a hacerlo así. Vuestro Amigo Baden-Powell
Clausura
Ceremonia de clausura del 21.er Jamboree Mundial del Centenario, en la que se hizo entrega a Suecia de la Bandera Scout para que ondee en el Jamboree de 2011. Su lema será Simply Scouting, Simplemente Escultismo, pues reclamarán una vuelta al escultismo de acampada y pionerismo.

## Subcampos
El Jamboree se dividía en cuatro zonas llamadas hubs y estos, en cuatro subcampos con su propio programa de actividades. Cada subcampo se organizaba por tropas de 36 scouts y 4 adultos jefes de tropa. Los hubs y subcampos eran:
| - Tropical - Jungla - Lago - Manglar (mangroove) - Selva | - Océano - Playa - Puerto - Fiordo - Atolón | - Desierto - Oasis - Duna - Lecho de río seco - Tundra | - Montaña - Volcán - Meseta - Glaciar - Cañón |

El subcampo de adultos únicamente para miembros del IST y otros adultos que no pertenecían a otro subcampo. También tenía un programa de actividades propio:
- Isla

## Canción Oficial del Jamboree
JAMBO
You've got to try just a little, to make a better day
You've got to try just a little, and your hope will find a way
You've got to work just a little, to find the friend in you
And if you hurt just a little, maybe a friend will help you too
Face your doubt with unity, all the colours that you bring
Live each day in harmony, come and sing it
Jambo-Hello, It’s a World Scout Jamboree
A hundred years to date, let's all celebrate
Jambo-Hello, join together always be
One world-One Promise
One world-One Promise
Why don't we help one another, that's what we're here to do
There’s so much to learn from each other, to do the best that you can do.
Why don't we all work together, it's a better way to live
And if we look to the future, we'll have so much more to give
Join the fun, here in the sun, it's our centenary
Everyone, sing along, let the whole world hear us
Jambo-Hello, It’s a World Scout Jamboree
A hundred years to date, let's all celebrate
Jambo-Hello, join together always be
One world-One Promise
One world-One Promise
Why don´t we join-together, work-together, sing-together, (we will walk hand in.. )
We’ll have fun-together, friends forever, to make the world as one
Jambo-Hello, It’s a World Scout Jamboree
A hundred years to date, let's all celebrate
Jambo-Hello, join together always be
One world-One Promise
One world-One Promise
- Datos: Q213445
- Multimedia: 21st World Scout Jamboree / Q213445